# 47 Andromedae
47 Andromedae este o stea din constelația Andromeda.